# 군형법상 추행죄
군형법상 추행죄는 대한민국 군형법 제92조의6에 규정된  항문성교 및 기타 추행을 2년 이하의 징역으로 처벌하는 대한민국 군형법의 죄목이다. 성소수자 인권 침해, 성적 자기결정권 침해, 조항의 애매모호함 때문에 헌법재판소에서의 위헌심사가 지속적으로 이루어지고 있다.

## 역사
1962년에 제정된 《군형법》 제92조에는 '계간'과 기타 추행을 처벌하는 조항이 담겨있었는데, 계간은 남성간의 성행위를 비하하는 용어이다. 이에 따라 군형법 제92조는 한국에서 유일하게 현존하는 동성간 성관계 처벌 조항이였다. 이 조항은 1948년 미군정시기에 공포된 《국방경비법》에 기반한 것으로, 제50조의 계간이란 표현도 당시 동성애자를 형법상으로 처벌하고 있던 미국에서 1920년 만들어진 《미 전시법》(Article of War)의 제 50조를 바탕으로 《국방경비법》이 만들어질 때 번역된 용어이다.
제92조(추행) 계간(鷄姦)이나 그 밖의 추행을 한 사람은 2년 이하의 징역에 처한다.

해당 조항은 추행행위의 주체, 상대방, 강제력 유무, 행위 장소, 시간 등에 대해 어떠한 명확한 규정도 두고 있지 않아 죄형법정주의의 명확성원칙에 위배된다며 위헌 시비가 일어났다. 이와 더불어 동성 간의 성적 행위만을 징역형으로 처벌하는 것은 평등권을 침해한다고 보고 2001년 헌법소원이 이루어졌다.

### 합헌 결정
헌법재판소는 2002년 해당 조항에 대한 위헌소원 심리를 진행하며 합헌 결정을 내렸다.
이 사건 법률조항은 군 내부의 건전한 공적생활을 영위하고, 이른바 군대가정의 성적 건강을 유지하기 위하여 제정된 것으로서, 주된 보호법익은 ‘개인의 성적 자유’가 아니라 ‘군이라는 공동사회의 건전한 생활과 군기’라는 사회적 법익이다. 우리 대법원도 위와 같은 입법목적 등을 고려하여, 군형법 피적용자와 민간인 사이에서 이루어진 추행행위에 대하여는 이 사건 법률조항을 적용할 수 없고, 개인적 성적 자유를 주된 보호법익으로 하는 ‘추행’에 관련된 일반형사범죄와 달리, 이 사건 법률조항에 해당하는 범죄는 친고죄가 아니라고 판시하고 있다. ... 재판관 송인준, 재판관 주선회의 반대의견 ... 만일, 이 사건 법률조항의 ‘추행’에 강제에 의하지 아니하고 군형법 피적용자 상호간에 은밀하게 행해짐으로써 타인의 혐오감을 직접 야기하지 않는 행위가 포함된다면, 이러한 행위에 대해서까지 1년 이하의 징역형에 처하는 것은 과잉금지원칙에 위반된다.

위 판례의 반대의견은 군인과 민간인 사이의 성관계나 군인 간이라도 사적인 성행위를 처벌해서는 안된다는 취지를 명시하였다.
이후 내용이 바뀌지 않은 채 2009년 11월 2일자로 개정시행된 군형법에서 제92조의 5항으로 이동되었다. 시민단체의 협조로 2008년에 다시 위헌법률심판제청신청 및 이에 따른 위헌법률심판 제청이 이루어졌고, 헌법재판소는 6대 3으로 합헌 결정을 하였다. 그런데 결정문은 사적인 성행위에 대한 언급은 피했으며, 동성간 성행위를 '비정상적인 것'으로 정의내리는 등, 2002년 결정보다 더 과거로 회귀한 듯한 결정이라는 비판을 받게 되었다.
2012년 제92조의5의 기타 추행 부분에 대한 헌법소원심판이 다시 제기되었으며, 2016년 7월 28일 합헌 결정이 이루어졌다. 다만 4명의 재판관은 기타 추행 부분이 명확성 원칙에 위배되고 입법 목적은 군영내 성행위만 규제하여도 달성할 수 있다고 밝혀 영외 성행위를 처벌하는 부분이 위헌소지가 있음을 밝혔다.

### 개정
2013년 민주당의 김광진의원은 해당 조항 폐지법안을 발의했지만, 군영 내 항문성교가 군기를 해친다는 국방부의 요구와 보수 기독교계의 압박으로 인해 항문성교 및 기타 추행으로 변경되어 2013년 6월 19일 개정시행되었다.
제92조의6(추행) 제1조제1항부터 제3항까지에 규정된 사람에 대하여 항문성교나 그 밖의 추행을 한 사람은 2년 이하의 징역에 처한다. <개정 2013.4.5.>

한편 제1조제1항부터 제3항까지의 내용은 다음과 같다.
① 이 법은 이 법에 규정된 죄를 범한 대한민국 군인에게 적용한다.
② 제1항에서 "군인"이란 현역에 복무하는 장교, 준사관, 부사관 및 병(兵)을 말한다. 다만, 전환복무(轉換服務) 중인 병은 제외한다.
③ 다음 각 호의 어느 하나에 해당하는 사람에 대하여는 군인에 준하여 이 법을 적용한다.
1. 군무원
2. 군적(軍籍)을 가진 군(軍)의 학교의 학생·생도와 사관후보생·부사관후보생 및 「병역법」 제57조에 따른 군적을 가지는 재영(在營) 중인 학생
3. 소집되어 실역(實役)에 복무하고 있는 예비역·보충역 및 제2국민역인 군인

군형법은 제1조제1항부터 제3항까지의 사람에게 적용되므로, 제1조제1항부터 제3항까지의 사람 간에 항문성교 및 기타 추행을 하는 경우 이 법이 적용된다.
해당 조항이 시행되기 전, 민홍철이 동성간의 행위만 처벌하는 방향으로 개정하려고 시도하였다가 여론의 비판을 맞아 포기하게 되었다. 2014년 3월 진선미 의원 등이 폐지안을 발의하기도 하였다.
2017년 4월 인천지방법원에서 92조 6 조항의 '그 밖의 추행'에 대해 위헌법률심판을 제청했으며, 2017년 4월 영외에서 남성 군인간에 성관계를 가진 것으로 보이는 SNS영상이 적발된 이후 장준규 육군참모총장의 지시로 불법적인 섹스영상을 올린 해당군인 외의 동성애자 성적 지향의 군인들을 무차별 단속하는 사건이 발생하면서 폐지 촉구 항의운동이 거세게 일고 있다.

## 비판
동성애는 이성애와 마찬가지로 정상적이고 건전한 성적 지향이다. 국방부는 전환 치료가 가능하다고 주장하는 반동성애 보수 기독교계에서 출판된 비중립적 연구 결과 번역본을 헌법재판소에 제출하기도 했다. 헌법재판소는 동성 간의 성적 행위를 '계간'으로 남성에만 한정시키며, '객관적으로 일반인에게 혐오감을 일으키게 하고 선량한 성적 도덕관념에 반하는' '비정상적' '추행'이라면서, 동성애자를 공공연한 장소에서 성행위하는 잠재적 성범죄자처럼 전제하고 판결하고 있다. 이는 여성 군인 5명 중 1명이 성추행 경험이 있을 정도로 남성 군인에 의한 여성 군인의 인권 침해가 만연함에도, 군대 내에서 이성 간의 성교 및 기타 추행을 징역형에 처하는 죄로 인정하지 않으며 적절한 처벌과 대응이 이루어지지 않는 것과는 대비된다. 이에 당연히 동성애 혐오와 성차별논란이 불거지고 있다. 다만 현재는 이성군인간의 항문성교와 기타 추행을 처벌하도록 개정하였으나 그 범위가 명확하지 않아 차별 논란이 여전하다.
"항문성교나 그 밖의 추행을 한 사람은 2년 이하의 징역에 처한다"고 규정한 법 조항에 대해 유엔 인권이사회 제2차 국가별 정례인권검토(UPR) 국가보고서에서 미국은 이 조항에 대해 "성적 지향을 이유로 형사처벌하는 법률의 폐지 가능성을 재검토할 것"이라고 권고했다.
이에 대해 정부는 "성적 지향을 이유로 형사처벌을 규정한 것이 아니라 군이라는 공동생활의 특수성을 감안해 군기강 확립을 목적으로 규정된 것으로, 헌법재판소도 여러 차례에 걸쳐 같은 이유로 위헌이 아니라고 판단했다"고 설명했다.
2013년과 2014년 중간보고서에서 정부는 "다만 그 입법목적에 비춰 규정을 보다 명확히 규정하고, 처벌대상 범위를 제한하는 방향으로 개정이 필요한지에 대해 검토 중"이라는 설명을 덧붙였다.

## 같이 보기
- 대한민국 국군의 성적 지향 및 성정체성
- 대한민국의 성소수자 권리
- 소도미법
- 동성애 혐오